# 더 카스
더 카스(The Cars)은 1977년 보스턴에서 결성된 미국의 록 밴드이다. 엘리엇 이스턴(리드 기타), 그렉 호크스(키보드), 릭 오케이섹(리듬 기타), 벤자민 오르(베이스), 데이비드 로빈슨(드럼)으로 구성되었고 오케이섹과 오르가 번갈아 보컬을 담당했다. 작곡은 주로 릭 오케이섹이 했다. 더 카스는 1970년대 기타 중심의 록 음악에 1980년대 인기를 얻은 신시사이저 중심의 팝 음악을 버무린 스타일의 선두 주자였다.
더 카스는 1978년 롤링 스톤 독자 선정 베스트 신인으로 뽑혔고 데뷔 앨범 <The Cars>는 6백만장이 팔리며 빌보드 200 앨범 차트에 139주간 머물렀다. 더 카스의 싱글 네 곡 "Shake It Up" (1981년), "You Might Think" (1984년), "Drive" (1984년), and "Tonight She Comes" (1985년)는 톱 10에 들었으며 제1회 MTV 비디오 뮤직 어워드에서 "You Might Think"로 올해의 비디오상을 받았다.
더 카스는 1988년 1차 해산했다. 벤자민 오르는 췌장암으로 2000년 사망했고 남은 멤버들은 2010년 재결합하여 일곱 번째 앨범 <Move Like This>를 만들어 2011년 5월에 발매했고 앨범 홍보를 위한 단기 투어를 가진 뒤 다시 휴지기로 들어갔다. 2018년 4월, 더 카스는 로큰롤 명예의 전당에 헌액되면서 행사를 위해 다시 모였다. 그것이 더 카스의 마지막 공연이었고 2019년 9월 15일 릭 오케이섹은 심혈관 질환으로 사망했다.

## 역사

### 초기 시절
카스가 결성되기 이전, 멤버들은 여러 밴드들에서 활동했다. 릭 오케이섹은 1960년대 오하이오주의 클리블랜드에서 공연을 구경갔다가 당시 그래스호퍼스라는 밴드에서 연주하고 있는 오르를 보았고 둘은 그 지역에서 여러 밴드들을 전전하다 1970년대 초 보스턴으로 이주하였고 거기서 만나 기타리스트 재스 굿카인드와 크로스비 스틸스 & 내쉬 스타일의 포크 밴드인 밀크우드를 결성하여 활동했다. 1973년 이들은 파라마운트 레코드를 통해 <How's the Weather>라는 앨범을 발표했으나 차트에는 진입하지 못했다.
밀크우드 이후 오케이섹과 오르는 리처드 앤 더 래비츠라는 밴드를 만들었고 여기에는 버클리 음악 대학에서 공부했고 밀크우드의 앨범 작업에도 참여했던 그렉 호크스가 합류했지만 다른 밴드와 투어를 떠나면서 밴드는 불발되었다. 오케이섹과 오르는 어쿠스틱 듀오로 매사추세츠주 캠브리지의 커피하우스에서 노래를 했는데 당시의 곡들이 이후 카스의 초기곡들이 되었다.
이후 오케이섹과 오르는 역시 버클리 음악 대학에서 공부했던 기타리스트 엘리엇 이스턴과 캡'앤 스윙이라는 팀을 이루게 된다. 여기에는 드러머 글렌 에반스도 멤버였다. 벤자민 오르가 리드 보컬이었는데 악기는 연주하지 않았었다. 맥'앤 스윙은 WBCN의 DJ 막산 사토리의 관심을 끌었고 이들의 데모 테이프에 담긴 곡들을 방송에 틀어주었다.
여러 레코드 레이블에서 거절당한 오케이섹은 베이스와 드럼을 자신의 스타일에 맞는 이들로 교체하고자 했다. 오르가 베이스를 맡게 되었고 데이비드 로빈슨이 드럼으로 들어왔다. 그리고 호크스가 다시 키보드로 돌아왔다. 밴드 이름은 "더 카스"라고 했는데 로빈슨이 제안한 것이고 그는 이후 카스의 패션과 이미지에 큰 영향을 끼친다.
이렇게 카스는 1976년 시작되었다.

### 성공가도 - <The Cars>, <Candy-O> (1978–1979년)
카스는 1976년 12월 31일 뉴햄프셔주의 공군기지에서 첫 공연을 한 이후 1977년 초 뉴잉글랜드 지역에서 공연을 벌이며 데뷔 앨범에 들어갈 곡들이 다듬어졌고 9곡이 담긴 데모 테이프를 만들었는데 곧 이 중에서 "Just What I Needed"를 보스턴 라디오 방송국인 WBCN과 WCOZ에서 많이 틀었다. 이를 통해 아리스타 레코드와 엘렉트라 레코드에서 제안이 들어왔는데 아리스타에는 이미 뉴웨이브 밴드들이 많이 속해 있었기에 자신들이 좀 더 돋보일 수 있는 엘렉트라와 계약을 맺는다. 데뷔 앨범 <The Cars>는 1978년 6월에 발매되어 빌보드 200 차트 25위에 올랐다. 싱글로 발매된 "Just What I Needed", "My Best Friend's Girl", "Good Times Roll" 세 곡은 모두 빌보드 핫 100 차트에 진입했다.
그리고 이어 1979년 6월에 발매된 두 번째 앨범 <Candy-O>는 더 인기를 끌어 빌보드 200 앨범 차트 3위까지 올라갔다. 앨범 커버는 유명한 플레이보이 아티스트인 알베르토 바르가스가 맡았다. 싱글 "Let's Go"는 처음으로 톱 20에 진입했다.

### 사운드의 변모 - <Panorama>, <Shake It Up> (1980–1983년)
<Candy-O> 앨범의 성공에 이어 세 번째 앨범 <Panorama>가 1980년 발매되었다. 이 앨범은 이전보다 더 실험적인 사운드를 추구했고 "Touch and Go" 싱글 하나만이 겨우 톱 40에 들었다. 앨범은 미국에서 5위까지 올라갔지만 이전 앨범들보다 평이 좋지는 않았다.
1981년 카스는 보스턴에 있는 인터미디어 스튜디오를 구입하여 이름을 싱크로 사운드로 바꾸었다. 이곳에서 작업한 것은 네 번째 앨범 <Shake It Up>이 유일하다. <Panorama> 보다는 좀 더 상업적인 앨범으로 싱글 "Shake It Up"으로 첫 톱 10에 들었으며 "Since You're Gone"도 히트했다. 1982년 투어를 마친 후 카스는 잠시 휴식을 가지며 솔로 프로젝트를 진행했고 오케이섹과 호크스가 솔로 데뷔 앨범을 냈다.

### 슈퍼스타덤과 1차 휴지기 - <Heartbeat City>, <Door to Door> (1984–1988년)
휴식 이후 1984년 카스는 가장 성공적인 앨범 <Heartbeat City>를 발매했다. 첫 싱글 "You Might Think"로 카스는 제1회 MTV 비디오 뮤직 어워드에서 올해의 비디오상을 받았고 다수의 히트곡들이 나왔다. 그 중 "Drive"는 오르가 보컬을 했는데 1985년 런던의 웸블리 스타디움에서 열렸던 라이브 에이드 공연에서 데이비드 보위가 소개한 에티오피아의 기근에 대한 영상에 배경 음악으로 들어갔었다. (카스는 필라델피아에서 열렸던 라이브 에이드에 참여했었다). 이 곡은 카스의 가장 히트한 싱글로 빌보드 핫 100 3위에 올랐고 뮤직 비디오는 배우이자 감독인 티머시 허턴이 만들었다. 그리고 또 다른 히트 싱글 "Tonight She Comes"가 나와 빌보드 핫 100의 7위에 올랐다.
이후 밴드는 휴지기를 가졌고 이스턴과 오르가 솔로 데뷔 앨범을 냈고 오케이섹은 두 번째 솔로 앨범을 냈다. 그리고 1987년 여섯 번째 앨범 <Door to Door>를 냈는데 여기에는 카스의 마지막 히트곡 "You Are thd Girl"이 담겨 있다. 이전 앨범과 같은 성공은 거두지 못했고 1988년 2월 카스는 해산한다.

### 해산 이후 솔로 활동과 벤자민 오르의 죽음 (1989–2009년)
1990년 말 카스의 재결합에 대한 소문이 돌았지만 성사되지 않았다. 1995년에 라이노 레코드에서는 카스의 히트곡들과 희귀곡들을 모아 CD 두 장짜리 모음집 < Just What I Needed: The Cars Anthology>와 이어 데뷔 앨범을 두 장짜리로 만든 <The Cars: Deluxe Edition>(1999년), 그리고 히트곡 모음집인 <Complete Greatest Hits>를 냈다.
벤자민 오르는 2000년 10월 췌장암으로 사망했다.
오케이섹은 계속하여 솔로로 활동하며 7개의 앨범을 냈고 로빈슨은 음악을 그만 두고 레스토랑을 열었다. 2005년 기타리스트인 엘리엇 이스턴은 그렉 호크스와 더 뉴 카스라는 밴드를 조직하여 앨범 한 장과 싱글 하나를 내고 해체했다.

### 재결합, <Move Like This>, 2차 휴지기 (2010-2017년)
2010년 페이스북 페이지에 들어갈 사진을 찍으려 릭 오케이섹, 엘리엇 이스턴, 그렉 호크스, 데이비드 로빈슨이 뉴욕에 모였을 때 재결합 이야기가 나왔다. 그리고 10월에 빌보드는 카스가 뉴욕에서 새 앨범을 녹음 중이라고 밝혔다. 또한 롤링 스톤에 따르면 벤자민 오르를 대체할 멤버를 새로 뽑지 않고 대신 호크스와 리가 베이스를 맡는다고 했다.
새 앨범 <Move Like This>는 2011년 나오자 마자 빌보드 앨범 차트 7위에 올랐고 5월에 미국과 캐나다의 10개 도시를 도는 투어를 벌였다. 인터뷰에서 만약 오르가 살아있었더라도 재결합이 있었을 것 같냐는 질문에 오케이섹은 "벤과 나는 23년간 심각한 냉전 상태였다. 대체 어쩌다 그렇게 된 것인지 정말 모르겠다. 아마 내가 곡을 쓰는 것과 나에게 주의가 집중되는 것을 많이 질투했던 것 같다.  또 온갖 괴상한 일들도 많았는데 그는 '내 여자친구가 곡을 썼는데 한 두개를 해보자'고 했고 나는 '안돼, 그건 카스가 아냐'라고 하는 등등이었다"고 했다.
그리고 카스는 2011년 투어를 끝으로 다시 활동을 접고 사라졌다.

### 로큰롤 명예의 전당 헌액과 릭 오케이섹의 죽음 (2018–2019년)
2018년 카스는 로큰롤 명예의 전당에 헌액되었다. 그리고 이 행사에서의 공연이 릭 오케이섹과의 마지막 공연이었다. 그는 다음 해에 사망했다.
7년간 활동을 중단했던 카스는 2018년 로큰롤 명예의 전당 헌액식에서 벤자민 오르 대신 위저의 스콧 슈라이너를 베이스로 하여 네 곡을 연주했다.
2019년 9월 15일, 릭 오케이섹은 그의 뉴욕 자택에서 사망한 채 발견되었다. 75세였다.

## 음악 스타일
카스의 음악은 뉴 웨이브, 파워 팝으로 분류되며 프로토 펑크, 개러지 록, 버블검 팝에서 영향을 받았다. 또한 "My Best Friend's Girl"과 같은 곡은 로커빌리 스타일을 차용했다.
뉴욕 타임스와 롤링 스톤의 음악 평론가인 로버트 팔머는 더 카스의 음악 스타일을 "펑크 미니멀리즘과 아트 록의 미로 같은 신시사이저와 기타의 질감, 그리고 50년대 로커빌리와 파워 팝의 간결한 멜로디와 같은 오늘날 중요하지만 이질적인 트랜드들을 개인적이고 매력적인 혼합물로 만들어 냈다"고 평했다.

## 구성원
- 릭 오케이섹 (Ric Ocasek) – 리드/백보컬, 리듬 기타, 키보드 (1976–1988년, 2000년, 2010–2011년, 2018년; 2019년 사망)
- 엘리엇 이스턴 (Elliot Easton) – 리드 기타, 백보컬 (1976–1988년, 2000년, 2010–2011년, 2018년)
- 벤자민 오르 (Benjamin Orr) – 리드/백보컬, 베이스, 키보드 (1976–1988년, 2000년; 2000년 사망)
- 그렉 호크스 (Greg Hawkes) – 키보드, 기타, 백보컬 (1976–1988년, 2000년, 2010–2011년, 2018년), 색소폰 (1976–1979년), 베이스 (2010–2011년)
- 데이비드 로빈슨 (David Robinson) – 드럼, 퍼커션, 백보컬 (1976–1988년, 2000년, 2010–2011년, 2018년)

## 디스코그래피
- The Cars (1978)
- Candy-O (1979)
- Panorama (1980)
- Shake It Up (1981)
- Heartbeat City (1984)
- Door to Door (1987)
- Move Like This (2011)